# Mistrovství Československa v atletice 1951
Mistrovství ČSR mužů a žen v atletice 1951 v kategoriích mužů a žen se konalo 28. července až 29. července v Brně-Králově Poli na stadionu Sokola Gottwaldovy závody.

## Medailisté

### Muži
| Soutěž                                    | Zlato                                                                 | Stříbro                                                                              | Bronz                                                                        |
| 100 m                                     | Rudolf Otava 10,8                                                     | Miroslav Horčic 10,9                                                                 | František Brož 10,9                                                          |
| 200 m                                     | Rudolf Otava 22,5                                                     | František Brož 22,5                                                                  | Miroslav Horčic 22,5                                                         |
| 400 m                                     | Aleš Poděbrad 49,0                                                    | Zdeněk Šimek 49,5                                                                    | Jaroslav Přeček 49,7                                                         |
| 800 m                                     | Čestmír Kodrle 1:53,9                                                 | Alexander Zvolenský 1:55,1                                                           | Stanislav Zaoral 1:55,3                                                      |
| 1500 m                                    | Václav Čevona 3:50,0                                                  | Stanislav Jungwirth 3:51,8                                                           | Miroslav Koubek 3:53,0                                                       |
| 5000 m                                    | Milan Švajgr 14:48,4                                                  | Jaroslav Slavíček 14:51,6                                                            | Emil Bacigal 14:56,8                                                         |
| 10 000 m                                  | Jaroslav Liška 32:50,8                                                | Pavel Kantorek 32:53,6                                                               | Jaroslav Šourek 32:55,6                                                      |
| 110 m př.                                 | Jan Mrázek 15,1                                                       | Milan Tošnar 15,1                                                                    | Alois Krul 15,1                                                              |
| 400 m př.                                 | Miloslav Moravec 54,6                                                 | Lubomír Bartoš 56,3                                                                  | Milan Knapp 56,5                                                             |
| 3000 m př. Ostrava 12. 8. 1951            | Miloš Tomis 9:38,0                                                    | Arnošt Unčovský 9:46,2                                                               | Vlastimil Brlica 9:52,8                                                      |
| 4 × 100 m Praha 30. 9. 1951               | František Brož Rudolf Otava Oldřich Kvapil Jiří David ATK Praha 42,3  | Lubomír Man Lubomír Bartoš Radmil Koupán Zdeněk Pospíšil Zbrojovka Brno 42,9         | ATK Praha II 43,5                                                            |
| 4 × 400 m Praha 30. 9. 1951               | Milan Tošnar Alfréd Stržínek Jan Perek Aleš Poděbrad ATK Praha 3:22,2 | Miloš Trůbl Pavel Formánek Ivo Štěch Stanislav Jungwirth ČKD Stalingrad Praha 3:25,0 | Richard Kania Herbert Kania Lubomír Rek Lubomír Bartoš Zbrojovka Brno 3:24,2 |
| Skok do výšky                             | Zdeněk Matys 185 cm                                                   | Jiří Lazar 185 cm                                                                    | Miroslav Švábovský 180 cm                                                    |
| Skok o tyči                               | Antonín Saxa 400 cm                                                   | Miroslav Krejcar 400 cm                                                              | Zbyněk Příhoda 375 cm                                                        |
| Skok daleký                               | Zdeněk Procházka 708 cm                                               | František Brož 695 cm                                                                | Miloš Smolík 686 cm                                                          |
| Trojskok                                  | František Kubíček 14,17 m                                             | Miloš Smolík 14,10 m                                                                 | Oldřich Zikmunda 14,00 m                                                     |
| Vrh koulí                                 | Jiří Skobla 15,79 m                                                   | Čestmír Kalina 15,39 m                                                               | Václav Mudra 14,67 m                                                         |
| Hod diskem                                | Václav Mudra 46,08 m                                                  | Václav Vomáčka 45,98 m                                                               | Alojz Kormúth 44,45 m                                                        |
| Hod kladivem                              | Jiří Dadák 54,24 m                                                    | Jaroslav Knotek 52,76 m                                                              | Arnošt Kadrnožka 49,51 m                                                     |
| Hod oštěpem                               | Lumír Kiesewetter 60,79 m                                             | Oldřich Varmužka 60,35 m                                                             | Jan Perek 59,80 m                                                            |
| 10 km chůze                               | Josef Doležal 46:02,2                                                 | Václav Platil 52:34,2                                                                | Jindřich Malý 53:02,6                                                        |
| 50 km chůze Praha - Poděbrady 12. 8. 1951 | Josef Doležal 4:38:37,4                                               | Otakar Buhl 4:57:21,4                                                                | Bohumil Cikán 5:03:13,6                                                      |
| Desetiboj Přerov 11. – 12. 8. 1951        | Miloslav Moravec 6540 bodů                                            | František Kubíček 6032 bodů                                                          | Jan Šnajdr 5753 bodů                                                         |
| Maratonský běh Košice 28. 10. 1951        | Jaroslav Štrupp 2:41:07,8                                             | Jaroslav Fiala 2:41:59,2                                                             | Štefan Alkus 2:42:22,6                                                       |

### Ženy
| Soutěž                                     | Zlato                                                                                                | Stříbro                                                                                         | Bronz                                                                                        |
| 100 m                                      | Olga Modrachová 12,6                                                                                 | Danuše Andrlová-Hiklová 12,9                                                                    | Eva Zelenková 13,1                                                                           |
| 200 m                                      | Olga Modrachová 26,7                                                                                 | Jiřina Fikejzová 27,4                                                                           | Bedřiška Müllerová 27,8                                                                      |
| 800 m                                      | Bedřiška Müllerová 2:22,4                                                                            | Kristina Junková 2:23,0                                                                         | Marie Bartáková-Matesová 2:27,0                                                              |
| 80 m př.                                   | Olga Modrachová 12,1                                                                                 | Danuše Andrlová-Hiklová 12,6                                                                    | Anna Plšková 13,0                                                                            |
| 4 × 100 m                                  | Dagmar Tesaříková Jaroslava Jungrová Jiřina Fikejzová Olga Modrachová Sparta ČKD Sokolovo Praha 51,4 | Miloslava Brázdová Zdeňka Jílková Věra Strojilová Danuše Andrlová-Hiklová Zbrojovka Brno 52,4   | Vítkovické železárny 53,9                                                                    |
| 4 × 200 m                                  | Jaroslava Jungrová Tomková Jiřina Fikejzová Olga Modrachová Sparta ČKD Sokolovo Praha 1:51,6         | Miloslava Brázdová Zdeňka Jílková Věra Strojilová Danuše Andrlová-Hiklová Zbrojovka Brno 1:53,1 | Alena Vejsová Drahomíra Kusá Miloslava Tesařová Jaruška Vaculová Vítkovické železárny 1:57,0 |
| Skok do výšky                              | Olga Modrachová 155 cm                                                                               | Liduška Ajglová-Kvíčerová 150 cm                                                                | Irena Voznicová 145 cm                                                                       |
| Skok daleký                                | Danuše Andrlová-Hiklová 536 cm                                                                       | Alena Vejsová 535 cm                                                                            | Anna Plšková 526 cm                                                                          |
| Vrh koulí                                  | Jaroslava Jungrová 13,50 m                                                                           | Jaroslava Komárková 13,45 m                                                                     | Adéla Tišlerová-Macháčková 13,03 m                                                           |
| Hod diskem                                 | Jaroslava Jungrová 42,83 m                                                                           | Libuše Nováková 40,67 m                                                                         | Marie Hrubá 39,67 m                                                                          |
| Hod oštěpem                                | Dana Zátopková 48,01 m                                                                               | Libuše Žáková 39,22 m                                                                           | Alena Vejsová 38,07 m                                                                        |
| Pětiboj České Budějovice 22. – 23. 9. 1951 | Olga Modrachová 3165 bodů                                                                            | Anna Plšková 2718 bodů                                                                          | Soňa Reichová 2397 bodů                                                                      |